# Куэльо, Эрико
Эрико Куэльо Гутьеррес (исп. Erico Cuello Gutiérrez; род. 25 мая 2005, Колония-Вальденсе, Колония) — уругвайский футболист, полузащитник клуба «Дефенсор Спортинг».

## Клубная карьера
Куэльо — воспитанник клуба «Дефенсор Спортинг». В 2023 году в матче против «Монтевидео Сити Торке» он дебютировал в уругвайской Примере. 7 февраля 2024 года в поединке против венесуэльского «Академия Пуэрто-Кабельо» игрок дебютировал в Кубке Либертадорес. 

## Международная карьера
В 2025 году Куэльо в составе молодёжной сборной Уругвая принял участие в молодёжном чемпионате Южной Америки в Венесуэле. На турнире он сыграл в матчах против команд Перу, Венесуэлы, Аргентины и Чили.